# Bahía de Galeão
La Bahía de Galeão (en portugués: Baía de Galeão) es una bahía situada al noroeste de la isla de Maio en Cabo Verde. La bahía se extiende desde Porto Cais en el oeste hasta el punto más nororiental de la isla.
Su longitud va aproximadamente de 5 a 8 km de norte a sur y es de unos 600 m de ancho. Casi todo el litoral está rodeados por un terreno llano desierto que contiene rastros de arbustos. Su profundidad mínima es de alrededor de 25 a 30 m. La isla de Laja Branca se encuentra en la parte central de la bahía situada a 500 m de la costa de la isla.